# Lleó marí de Califòrnia
El lleó marí de Califòrnia (Zalophus californianus) és un lleó marí de l'oest de Nord-amèrica on és força abundant (188.000 als Estats Units el 1995 est.), i la població continua en expansió, un 5,0% anualment Com que són força intel·ligents es troben en els espectacles dels zoos, parcs marins i circs, a més de ser usats en certes operacions militars dels Estats Units. Una altra activitat en la qual són els protagonistes és en les teràpies per a col·lectius vulnerables que es fan amb l'assistència de lleons marins (a Elx, Alacant, i de manera totalment gratuïta).

## Descripció

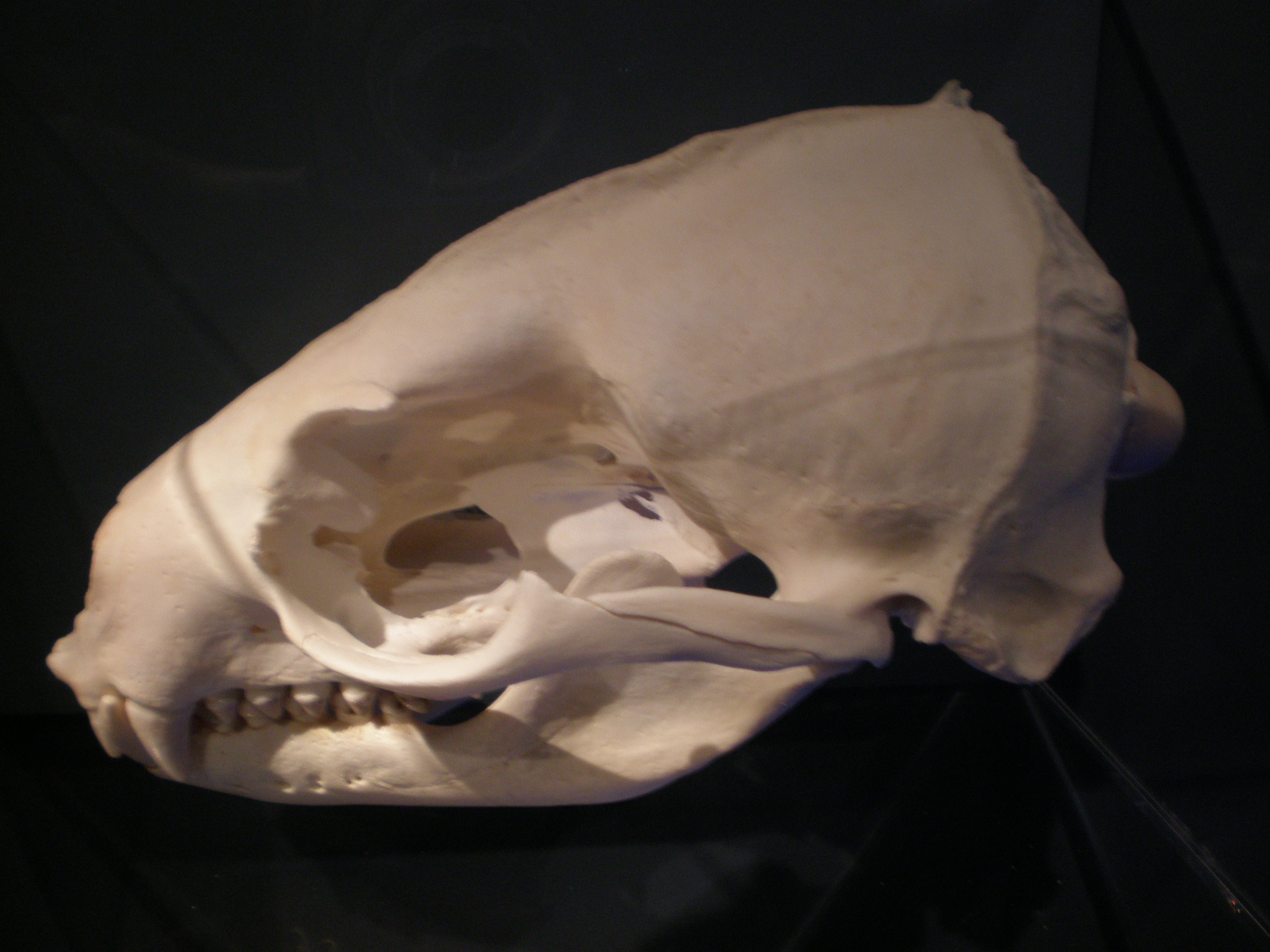
Crani del lleó marí de Califòrnia

Els mascles pesen entre 300 i 380 kg i fan 2,4 m de llargada; les femelles són més petites, pesen entre 90 i 100 kg i fan 2 m de llargada. Els mascles adults tenen una cresta sagital pronunciada. El nom científic significa 'cap gros de Califòrnia'. Viuen una mitjana de 17 en estat silvestre i poden estar sota l'aigua més de 15 minuts.

## Ecologia
Es troben a la costa de Califòrnia i cap al nord fins a la part sud estreta d'Alaska, cap al sud fins al nord de Mèxic. El lleó marí de les Galàpagos i l'extint lleó marí del Japó se'n consideraven subespècies però actualment es consideren espècies diferents.
Viuen en platges de sorra sense estar a més de 15 km fora del mar. Els seus principals depredadors són les orques i els taurons blancs.
Sobretot mengen calamars i peixos.

## Reproducció

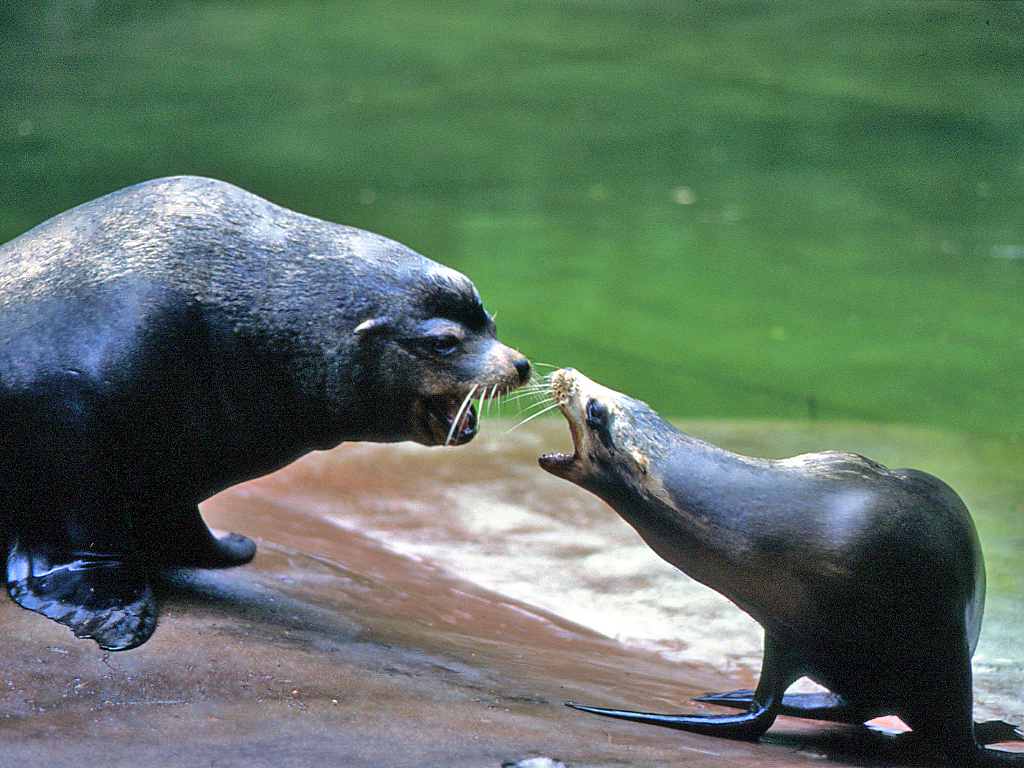
Un mascle amb una femella

Són animals molt socials i crien de maig a juny. Els mascles escullen situar el seu territori en zones rocoses. Per a poder reproduir-se formen harems, els quals són grups d'un mascle dominant i des de 4 fins a 60 femelles. Cada mascle ha de defensar el seu territori lluitant contra altres mascles. En aquestes baralles, els dos individus es mosseguen els colls, els quals els tenen molt resistents i forts.
Les femelles tenen un cicle reproductiu de 12 mesos, 9 de gestació i una implantació de l'òvul fertilitzat retardada, és a dir, conserven l'òvul fecundat fins que les condicions del medi són les adequades perquè aquest es continuï desenvolipant. Això pot durar diversos mesos i sovint fa que el naixement sigui a mitjans de juny.
Un cop les cries han nascut, les mares comencen un cicle d'alimentació-caça: per a poder alimentar les cries, marxen 2-3 dies a caçar al mar per a obtenir reserves de menjar i després passen 1 dia a terra ferma per alimentar els petits. Dos mesos després, aquests ja aprenen a nedar perfectament i a caçar. No obstant, segueixen sent alletats fins gairebé l'any de vida.
Els lleons marins de Califòrnia, com altres otàrids i morses, són possiblement els únics mamífers sense tenir el sucre reductor lactosa en la seva llet.

En el període en què els lleons marins nounats aprenen les habilitats esmentades anteriorment, els mascles viatgen al nord de la Columbia Britànica per a alimentar-se, cosa que evita que hi hagi baralles entre mascles-fills. Els mascles adults es podrien sentir amenaçats per la presència de les cries, ja que podrien ser contrincants a l'hora de trobar territori i formar el seu harem, i atacar-les.

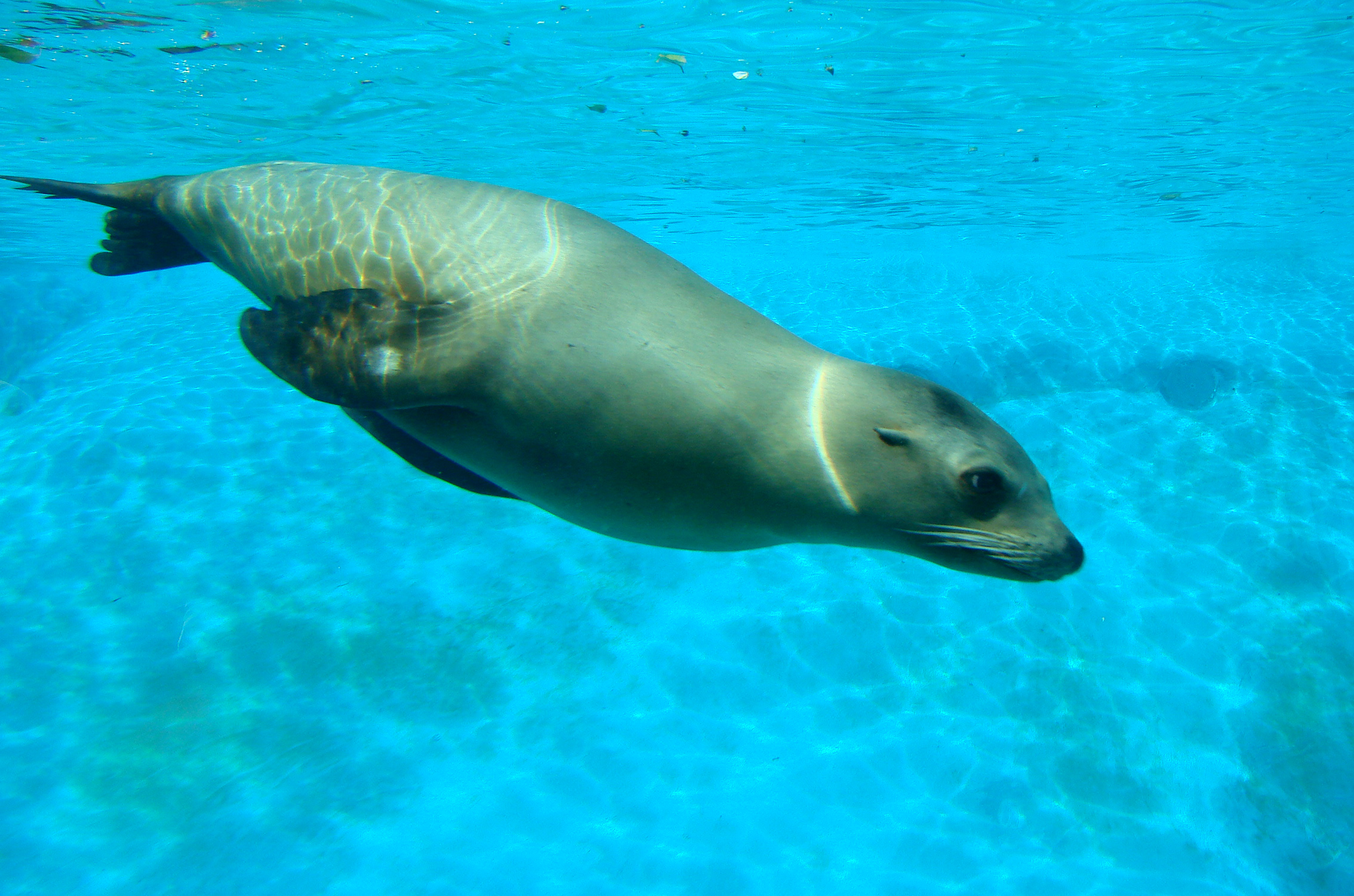
Vista sota l'aigua.
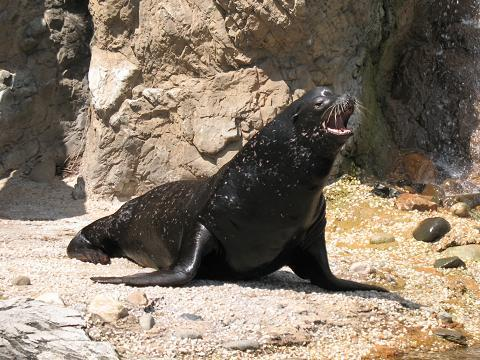
A Nova York
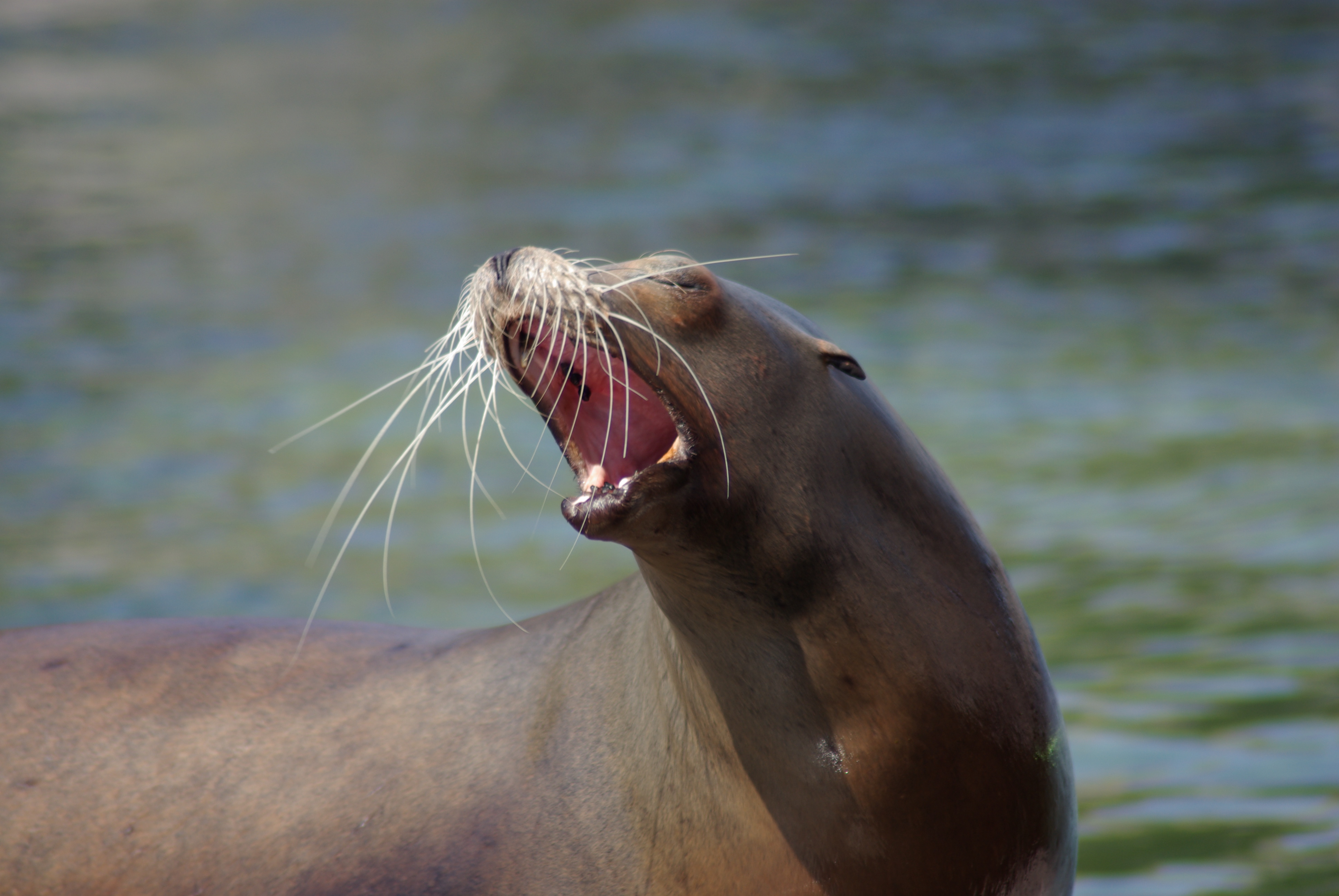
A Gelsenkirchen, Alemanya